# Gulur, Bagepalli
Gulur là một làng thuộc tehsil Bagepalli, huyện Kolar, bang Karnataka, Ấn Độ.